# Prodiamesa levidanovae
Prodiamesa levidanovae är en tvåvingeart som beskrevs av Makarchenko 1982. Prodiamesa levidanovae ingår i släktet Prodiamesa och familjen fjädermyggor. Inga underarter finns listade i Catalogue of Life.